# Rajon Rondo
Rajon Pierre Rondo (* 22. února 1986, Louisville) je americký profesionální basketbalista hrající soutěž NBA.

## Život a kariéra
Narodil se ve městě Louisville ve státě Kentucky. Na střední škole navštěvoval a hrál basketbal za Eastern High School a Oak Hill Academy.
Poté obdržel stipendium na univerzitě v Kentucky. Zde hrál dva roky a poté v roce 2006 byl draftován do nejvyšší basketbalové ligy NBA. V draftu obsadil 21. místo, když si ho vytáhl tým Phoenix Suns, ovšem hned byl vyměněn do Bostonu Celtics, kde zažil svůj debut v NBA v sezóně 2006/2007.
V počátku Rondo nehrál v týmu Celtics žádnou velkou roli, do sestavy se zapracoval v sezóně 2007/2008. V této sezóně vyhrál Rondo svůj první prsten pro vítěze NBA, hrál vedle hvězd jako Paul Pierce, Kevin Garnett nebo Ray Allen. V playoff v roce 2009 zaznamenával triple-double na zápas. Vedl několikrát tabulky stealů a asistencí.
V roce 2017 podepsal roční smlouvu s New Orleans Pelicans, potom hrál v dresu Los Angleles Lakers a v sezóně 2020/2021 nastoupil za tým Atlanta Hawks.
Jeho průměrné statistiky na zápas (za celou kariéru):
- Stealy – 1,8
- Doskoky – 4,9
- Asistence – 8,5
- Body – 10,7